# NO.
『NO.』（エヌオー）は、テレビ朝日系列で1993年4月5日から1999年9月24日まで、平日に放送されていた音楽番組・ミニ番組である。

## 概要
- 音楽制作会社のビーイングに所属する、ビーイング系アーティストの新譜情報などを伝える、ミニ音楽番組。
- ビーイング系アーティストのプロモーションビデオが毎日約1分半放映され、普段、あまり見ることが出来ないアーティストのレコーディング作業や、当番組でしか視聴出来ない別バージョンのプロモーションビデオも放映されていた。
- 当時ヒット曲を多数送り出していたビーイングのマスメディアに対する方針として、1993年春頃からメディアへの露出を極力抑えるイメージ戦略があったとされ、当番組の開始時期はZARDやWANDSがテレビに出演しなくなった時期と重なっている。
- 音楽番組などのテレビに出演しないアーティストの動く映像や、ビデオクリップが多数紹介された。特に金曜日のミュージックステーション終了直後のオンエアでは有力アーティストが配置され、自社がスポンサー提供する帯番組を最大限に活用してアーティスト像のイメージコントロールをするという形での宣伝も担っていた。
- ナレーターは、元・Mi-Keの村上遙が担当し、オープニングの「エヌオーッ!」というタイトルコールの叫びは、ナレーターを務める村上遥が「エヌオーッ!」のタイトルコールを叫ぶ回と、プロモーションビデオに出演するアーティスト自ら「エヌオーッ!」のタイトルコールを叫ぶ回があり、オープニングの「エヌオーッ!」のタイトルコールの声で、今日はどのアーティストのプロモーションビデオが放映されるかが分かる目安にもなっていた。ただし、必ず声とその日に登場するアーティストが一致しているわけではなかった。ちなみに、「エヌオーッ!」のタイトルコールを収録していたアーティストは、B'z・ZARD（坂井泉水）・大黒摩季・宇徳敬子・FIELD OF VIEW（ボーカルの浅岡雄也）・PAMELAH（ボーカルの水原由貴）などであった。
- 1996年から1998年には、年末の1時間スペシャル番組として「NO.スペシャル」が一部系列局を除き放送されていた[2]。司会は村上遥とUJが担当していた回や、テレビ朝日の高井正憲アナ（当時）が担当していた回もあった。
- オープニングや放送中に表示されるタイトルロゴは何度か変遷しており、1993年の放送開始～1998年3月まではオープニングで使用された様々なロゴをそのまま使用し、1998年4月からは、NO.の文字ロゴ、オープニングのタイトルコール、担当ナレーターが一新され、1998年夏から1999年の1月末までは、当時「CD NEWS」のナレーターも担当していた鈴木聖子がナレーターを担当、1999年2月から9月24日の最終回まではHIROMIがナレーターを担当した。
- キー局のテレビ朝日では平日の20:54から20:56までの2分間の放送であったが、放送時間帯は各系列局によって異なっていた。各局の過去の放送時間は、各局の放送時間を参照のこと。
  - 特別番組などの時は直後のミニ番組（『見聞録』→『京都が好き』→『都のかほり』）共々放送を繰り下げるか、時によっては繰り上げる事もある。またプロ野球中継が延長した時には放送を繰り下げる。
  - 年末年始には放送を休止。また1996年秋からは春秋の改編期には放送を休止する[1]。
- 1997年1月には、放送1000回を数え、その1000回目に放送されたのは、B'zの稲葉浩志の初のソロアルバム『マグマ』の収録曲「波」のビデオクリップだった。
- 当番組で放送された多数のビデオクリップは、VHSやDVDでの商品化に至っていない映像も多数存在しているが、2003年7月21日に発売された、アニメ『スラムダンク』のコンピレーション・アルバム『THE BEST OF TV ANIMATION SLAM DUNK〜Single Collection〜』に付属している特典DVDに、ZARD「マイ フレンド」や大黒摩季「あなただけ見つめてる」などの、当時放送された映像をそのまま収録しており、「NO.」で放送された映像を、唯一公式にDVD化した作品となっている。
- 1999年5月27日にZARDの初のベストアルバム『ZARD BEST The Single Collection 〜軌跡〜』が発売されるにあたり、当番組ではこのベストアルバムの紹介映像が放送される際には、画面左上にテロップで「発売まであと○日」と表示し、カウントダウンを行っていた。
- 1999年8月31日に豪華客船ぱしふぃっくびーなす号で行われた、ZARDの初ライブの映像から、「世界はきっと未来の中」が放送された。

## 主な放送内容
※特記のない場合は、通常のビデオクリップ放送を指す。

### 1993年
- ZARD「揺れる想い」「もう少し あと少し…」「きっと忘れない」
- REV「抱きしめたい」
- 大黒摩季「あなただけ見つめてる」「U.Be Love」「DELIGHT」
- 織田哲郎＆大黒摩季「憂鬱は眠らない」
- 前田亘輝「Try Boy,Try Girl」（ジャケットなどの制作の模様を収録した映像が使用されていた）[3]
- KIX-S「もう一度TENDERNESS」
- 宇徳敬子「あなたの夢の中 そっと忍び込みたい」「まぶしい人」
- 柳原愛子「きっとふたり会えてよかった」
- 中原薫「街中の素敵 みんな着飾って」

### 1994年
- ZARD「この愛に泳ぎ疲れても」「こんなにそばに居るのに」「あなたを感じていたい」
- ZARD「OH MY LOVE」全曲紹介
- B'z「Don't Leave Me」「MOTEL」
- 大黒摩季「白いGradation」「夏が来る」「永遠の夢に向かって」「永遠の夢に向かって」全曲紹介

### 1995年
- ZARD「Just believe in love」「愛が見えない」「サヨナラは今もこの胸に居ます」
- ZARD「forever you」全曲紹介 「ハイヒール脱ぎ捨てて」
- Barbier「クリスマス タイム」
- B'z「ねがい」「love me, I love you」
- B'z「LOOSE」全曲紹介 「BAD COMMUNICATION（000-18）」
- 大黒摩季「ら・ら・ら」「いちばん近くにいてね」「愛してます」
- 大黒摩季「LA.LA.LA」全曲紹介
- 大黒摩季「BACK BEATs#1」全曲紹介
- 大黒摩季「ROCKs」(ベストアルバム「BACK BEATs #1」発売時に新たに制作されたビデオクリップが放送された。)
- 宇徳敬子「不思議な世界」
- PAMELAH「LOOKING FOR THE TRUTH」

### 1996年
- B'z「ミエナイチカラ 〜INVISIBLE ONE〜」「Real Thing Shakes」
- ZARD「マイ フレンド」[4]「心を開いて」
- ZARD「TODAY IS ANOTHER DAY」全曲紹介 「LOVE 〜眠れずに君の横顔ずっと見ていた」
- Barbier「Barbier first」全曲紹介
- 大黒摩季「あぁ」「アンバランス」
- 宇徳敬子「氷」全曲紹介「あなたが世界一」「メッセージ」
- PAMELAH「Pure」全曲紹介「純情」

### 1997年
- ZARD「Don't you see!」「君に逢いたくなったら…」「永遠」「My Baby Grand〜ぬくもりが欲しくて〜」
- ZARD「ZARD BLEND 〜SUN&STONE〜」全曲紹介
- 小松未歩「謎」「輝ける星」
- 小松未歩 アルバム「謎」紹介映像
- B'z「Calling」「FIREBALL」
- 大黒摩季「ゲンキダシテ」「空」
- 大黒摩季「POWER OF DREAMS」全曲紹介Part.1・Part.2
- 大黒摩季「Sunshine」「Afternoon Cafe」（アルバム「POWER OF DREAMS」発売時にビデオクリップが制作され放送された）
- 宇徳敬子「満ち潮の満月」

### 1998年
- B'z「B'z The Best "Pleasure"」全曲紹介
- B'z「B'z The Best "Treasure"」全曲紹介Part.1・Part2
- ZARD「息もできない」「運命のルーレット廻して」
- 小松未歩「願い事ひとつだけ」「anybody's game」「チャンス」「氷の上に立つように」
- 小松未歩「小松未歩 2nd 〜未来〜」全曲紹介
- 大黒摩季「MOTHER EARTH」全曲紹介Part.1・Part.2
- 宇徳敬子「満月〜rhythm〜」全曲紹介
- PAMELAH「HEARTS」全曲紹介

### 1999年
- ZARD Cruising&Live「世界はきっと未来の中」ライブ映像
- ZARD アルバム「永遠」全曲紹介（坂井泉水本人のライナーノーツを紹介しながら放送されたパターンもあった。）
- ZARD「ZARD BEST The Single Collection 〜軌跡〜」発売までのカウントダウン
- ZARD「ZARD BEST 〜Request Memorial〜」全曲紹介（一回で全曲紹介するパターンと、前編・後編の2日に分けて紹介するパターンで放送された。）
- B'z「ギリギリchop」（ビデオクリップのラストの場面で炎をあげて爆発するシーンが一度だけ放送された。CS放送でのフルでのオンエアを除いては、この場面が放送されたのは当番組だけである。）
- B'z「Brotherhood」全曲紹介
- 小松未歩「さよならのかけら」「最短距離で」「風がそよぐ場所」
- ZARD「MIND GAMES」「世界はきっと未来の中」
- New Cinema 蜥蜴「Smashing the good! Smashing the bad!」
- sweet velvet「I JUST FEEL SO LOVE AGAIN 〜そばにいるだけで〜」
- GRASS ARCADE「BRAVE」
- WAG「Free Magic」

## 各局の放送時間
| 放送対象地域   | 放送局                     | 放送日時                                        | 備考  |
| -------------- | -------------------------- | ----------------------------------------------- | ----- |
| 関東広域圏     | テレビ朝日（EX）【制作局】 | 平日 20:54 - 20:56                              |       |
| 北海道         | 北海道テレビ放送（HTB）    | 平日 18:58 - 19:00                              | [ 5 ] |
| 香川県・岡山県 | 瀬戸内海放送（KSB）        | 平日 18:57 - 18:59                              | [ 6 ] |
| 関西広域圏     | 朝日放送（ABC）            | 毎週月曜～木曜 24:25 - 24:30 金曜 24:20 - 24:25 | [ 7 ] |
| 熊本県         | 熊本朝日放送（KAB）        | 不明                                            |       |
| 大分県         | 大分朝日放送（OAB）        | 平日 18:57 - 18:59                              |       |
| 石川県         | 北陸朝日放送（HAB）        | 平日 18:58 - 19:00                              |       |